# سافاج سن
سافاج سن (بالإنجليزية: Savage Sun)‏ هو رابر أمريكي، ولد في 26 ديسمبر 1982 في ستوكتون في الولايات المتحدة.

## وصلات خارجية
- الموقع الرسمي
- سافاج سن على موقع ميوزك برينز (الإنجليزية)
- سافاج سن على موقع أول ميوزيك (الإنجليزية)